# Genie

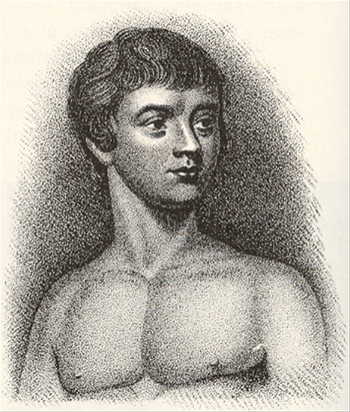
Víctor d'Aveyron, el nen salvatge

Genie (nascuda el 18 d'abril de 1957) és el nom que les autoritats de Califòrnia li donaren a una adolescent estatunidenca descoberta a la ciutat d'Arcadia, Califòrnia, de manera fortuïta, el 4 de novembre del 1970. És un dels casos representatius dels anomenats “nens salvatges” i, possiblement, un dels més ben documentats, tot i que el parador actual de Genie és una dada reservada amb la finalitat de conservar el dret de privacitat de la persona.
El terme Genie, segons la Dra. Jeanne Butler, una de les especialistes que van treballar amb la nena, ve de la idea d'un esperit màgic tancat en una ampolla, esperant a sortir.

## Biografia

### Infància
Genie va néixer el 18 d'abril de 1957. Vivia amb els seus pares i un germà més gran, John, que era, juntament amb ella, el supervivent d'un total de quatre germans. El matrimoni, format per Irene i Clark Wiley, patia de constants devastacions. Irene tenia una ceguera progressiva a causa d'unes cataractes i un despreniment de retina. Clark, per la seva part, que era 20 anys major que Irene, patia d'un quadre depressiu agreujat que es va desencadenar a partir de la mort de la seva mare en un accident de cotxe. Li propinava constants pallisses a la seva esposa. A més, portava una tauleta al maluc per culpa d'una dislocació congènita.
Genie va començar a parlar als 20 mesos. Un metge familiar va suggerir la idea que la nena presentava problemes d'aprenentatge i que possiblement també tenia una discapacitat intel·lectual. Clark va dur aquesta situació a l'extrem, arribant a creure que les autoritats li prendrien la custòdia de la filla, o que l'haurien de dur a una institució especialitzada i que, per tant, era la seva responsabilitat tractar-la domèsticament i protegir-la dels perills del món exterior.

### Aïllament
A partir d'aquell moment, Genie va començar a experimentar els efectes de la soledat. Fins als 11 anys, Genie no va tenir contacte amb el món, ni amb cap persona que no fos el seu pare (segons la reconstrucció dels fets). S'especula que es passava els dies tancada a una habitació, vestida simplement amb un bolquer i fermada a una cadira-orinal. Quan era de nit, el seu pare la posava a una espècie de sac de dormir, la fermava i la deixava dins una gàbia feta de metall i fusta. Però a vegades se n'oblidava, i la nena passava vespres sencers asseguts a la cadira-orinal sense cap mena de protecció (segons el testimoni de la mare). Tenia prohibit emetre sons o fer soroll. Si ho feia, el seu pare la colpejava o li lladrava com un gos ferotge per espantar-la. Ni tan sols li van mostrar a menjar o a anar al bany pel seu propi compte. La seva alimentació, fins als 13 anys, es va basar en menjar de bebès, cereals i ous bullits, tots els quals eren proporcionats a mà, sense coberts ni entrenament.
La seva habitació era un quarto tancat sense cap adornament a les parets. No tenia accés a ràdio, televisió, ni material didàctic. L'únic que tenia per passar el temps (quan no estava lligada) eren alguns envasos de formatge cottage, un parell d'impermeables de plàstic, androceu i velles revistes de TV Guide. Si arribava a sentir paraules, eren primitives i agressives. A l'edat de 13 anys només entenia 20 paraules, la major part de les quals eren curtes i negatives com "stop it" (atura), "no more" (ja prou) i "no".
Els altres habitants de la casa no vivien de manera molt diferent, pel fet que havien de romandre captius en mans del pare (encara que a ells se'ls permetia sortir de tant en tant). Quan no els era permès, el pare s'asseia amb una pistola carregada a observar-los. També els estava totalment prohibit dirigir cap paraula a Genie.
A l'habitació de Genie, malgrat estar segellada i amb les finestres tapades, hi havia un petit forat a la part superior del cristall d'aquestes, amb el que Genie possiblement escoltava la música de piano que un veí solia posar i els avions que passaven pel lloc. La seva vista del món es reduïa a 5 centímetres de cel i part de la casa d'aquest veí.

### Descobriment i tractament
A mitjan 1970, cansada dels abusos i les pallisses constants, Irene Oglesby va aconseguir escapar amb els seus fills gràcies a la seva mare. Com que la situació econòmica era precària, no tenia diners per operar-se i recuperar la vista. Això va fer que el 4 de novembre del 1970 acudís a una oficina de beneficència de Temple City a cercar el suport de l'Estat de Califòrnia. La treballadora social que la va atendre va notar que Genie encara utilitzava bolquers, mirava a punts indefinits de l'espai i tenia les mans com si estigués recolzada a una barana imaginària, mentre feia sorolls infantils. Va pensar que tindria algun trastorn intel·lectual o mental, i que no tindria més de 7 anys d'edat. Al descobrir que en tenia 13, va cridar el seu supervisor, qui va avisar la policia. Immediatament, la nena va ser posada en custòdia de l'Estat i els pares acusats de negligència i maltractament infantil.

### Final del tractament
Tot i el relatiu èxit, l'Associació de Salut Mental dels Estats Units va considerar que el mèrit científic dels anys d'estudi de la nena eren dubtosos, i que s'estaven gastant uns diners innecessaris. A causa d'això, el 1974 el pressupost per Genie va ser suspès. Això, amb les constants acusacions de la Dra. Butler que la nena havia fet una involució i que no tenia permès veure la mare, va fer que els Rigler (la família adoptiva de Genie) abandonessin la custòdia de la nena el 1975. Així i tot, Genie va aprendre frases curtes com "Botiga comprar puré poma".

### Els anys posteriors
Després d'un judici de custòdia, la nena va ser enviada de nou amb la seva mare biològica, Irene Oglesby, que s'havia operat la vista. Després d'uns mesos es va adonar que cuidar de Genie era una tasca molt complicada, però pel fet que els termes legals del judici establien que els metges de l'equip de Genie no tenien dret a apropar-s'hi, la mare va prendre les decisions que va considerar pertinents, sense consultar-ho a ningú. Finalment, Genie va viure a sis cases adoptives diferents, en algunes de les quals va ser maltractada novament i va experimentar greus regressions, sobretot després d'una incidència on després de ser severament castigada (no se sap exactament de quina manera) per haver vomitat, va desenvolupar una por a obrir la boca, i per això novament va deixar de parlar.

### Genie a l'actualitat
Per culpa de l'ordre judicial, se sap poc de Genie en l'actualitat de manera pública. L'únic que se sap és que la mare va morir als voltants del 2022, que el seu germà John va anar a l'escola durant un any i que continua viu, i que ella és a una institució per a adults a prop de Los Ángeles. Si bé se sap mitjanament on para, per raons ètiques es vol evitar la seva divulgació. Mai se sabrà el grau de desenvolupament que hauria pogut aconseguir d'haver continuat amb la seva teràpia cognitiva.
El 2001 es va estrenar una pel·lícula independent anomenada Mockingbird Don't Sing basada en la història de Genie (sense mencionar explícitament el seu nom, per temor als problemes legals), així com una cançó del grup indie Killjoy Confetti anomenada Crooked Teeth.

## Pèrdua de finançament i interès de recerca
En diverses ocasions durant el transcurs del cas d'estudi, el NIMH va expressar dubtes sobre la falta de dades científiques utilitzables dels investigadors generats a partir del cas d'estudi i l'estat desorganitzat dels registres del projecte. Fora de l'aspecte lingüístic de la recerca, David Rigler no va definir clarament cap paràmetre per a l'abast de l'estudi, i tant el volum extremadament alt com la incoherència de les dades de l'equip de recerca van deixar els científics incapaços de determinar la importància de gran part de la informació que van recollir. Després de la subvenció inicial i una extensió d'un any, Rigler va proposar una pròrroga addicional de tres anys, i el comitè de subvencions del NIMH va reconèixer que l'estudi havia beneficiat clarament a Genie, però va concloure que l'equip de recerca no havia abordat adequadament les seves preocupacions. En una decisió unànime, la comissió va denegar la sol·licitud de pròrroga.

## Consideracions pedagògiques

### Estudi d'aprenentatge
El cas de Genie va desenvolupar un gran interès gràcies a la qüestió de si Genie seria capaç d'aprendre aquelles habilitats bàsiques com llenguatge, moviment i memòria espacial, així com d'establir relacions i llaços afectius amb altres persones.
Ja al tercer dia de ser internada a l'Hospital Infantil de Los Ángeles va començar a intentar vestir-se sola, i utilitzar el bany, i mostrava gran interès per anomenar els objectes que captaven la seva atenció, als que assenyalava fins que algú n'hi deia el seu nom.
Un cop creat el grup d'investigació, els científics integrants van començar a instruir-la i a fer-li tota mena de proves relacionades amb l'aprenentatge. Va adquirir ràpidament un vocabulari d'unes cent paraules, però gairebé no parlava, i quan ho feia, era per emetre les paraules en tons aguts i curs, sense variació al to, de manera que resultaven difícils de comprendre. Se sabia que els seus pares la castigaven quan feia soroll, i era impossible determinar si la seva falta d'expressió oral es devia a un retard de naixement o a l'abús i aïllament patits.
En qualsevol cas, els investigadors van decidir que no és possible desenvolupar el llenguatge si no existien interaccions i llaços afectius amb altres persones, així que Genie va ser allotjada a una casa d'acollida amb el seu cap d'investigació.
Els nens aprenen a construir frases progressivament, començant amb seqüències de paraules sense ordre establert fins a la formació d'oracions amb sintaxi correcta, a través d'escoltar a altres, de demanar i assajar. És de destacar que aquest procés es produeix sense una instrucció específica, per iniciativa de l'infant. Però en el cas de Genie, el procés havia quedat estancat a la primera fase; només era capaç d'emetre paraules sense un ordre lògic, tot i que estava essent expressament per aconseguir-ho.
Alguns lingüistes de l'època, com Noam Chomsky, consideraven la sintaxi com una funció biològica del cervell, innata més que apresa d'altres persones. Tal vegada Genie havia perdut l'oportunitat de desenvolupar aquesta àrea del cervell en el període adequat (la infància, fins als 3 anys).
Per aportar una mica de llum a aquesta incògnita, es van fer proves neurològiques a Genie a les que era possible apreciar l'activitat a l'escorça cerebral. Habitualment les persones utilitzen ambdós hemisferis del cervell al dur a terme una tasca, tot i que més intensament a un costat que a l'altre, segons el tipus de processament implicat. Per exemple, l'hemisferi dret està especialitzat en el processament visual-espacial entre d'altres, i el dret en el llenguatge, l'anàlisi i la lògica.
En el cas de Genie es va descobrir que l'hemisferi esquerre estava gairebé inactiu, i els resultats a les seves proves d'habilitat eren les pròpies d'una persona amb l'hemisferi esquerre extirpat. Es desconeix si aquesta situació era producte de la falta d'estimulació adequada durant el desenvolupament o bé una deficiència de naixement.
Deixant de banda la impossibilitat de Genie de desenvolupar una sintaxi, l'avaluació dels tests referents les altres habilitats eren molt satisfactoris. Quan no era capaç de comunicar alguna cosa verbalment, expressava els seus sentiments i pensaments a través de traços sobre paper, d'una complexitat i expressivitat destacables.
També destacava en tasques de lògica i discriminació de patrons a partir de mostres aparentment caòtiques. Els exercicis de memòria espacial, com reconstruir estructures amb segments de diferents colors de memòria donaven a la Genie una puntuació normal en adults.
Finalment, queda destacar que el comportament de Genie en explorar objectes nous era propi d'infants de 18 a 20 mesos. A l'estudiar un objecte, el tocava amb els dits, la boca i àrees de la cara. La seva vista no havia adquirit la predominança sobre els altres sentits, com sol ocórrer normalment.

### Adquisició del llenguatge
Se sap que els infants de només quatre setmanes d'edat poden diferenciar unes quaranta consonants. Això s'ha comprovat mesurant els canvis de ritme de la succió i les pulsacions del cor en escoltar les consonants, fet que reflecteix que el cervell les diferencia de manera involuntària. Aquest nombre és superior al nombre de consonants que hagin pogut escoltar durant la seva vida, ja que en anglès (llengua amb la qual es va realitzar l'experiment) només hi ha 24 consonants. La resta de consonants serien emprades per altres llengües. Als set anys d'edat, l'habilitat per diferenciar consonants a les quals no s'ha estat exposat s'ha reduït considerablement. Aquestes dades contrasten perfectament amb el fet indiscutible que després de la pubertat ja no és possible aprendre una segona llengua de manera natural. La llengua materna és apresa sense esforç i es domina perfectament, mentre que la segona llengua requereix molt esforç i no es pronuncia, ni tan sols amb dècades d'ús, de manera completament natural.
Sembla que l'ésser humà ve equipat de manera innata de la capacitat de distingir un gran nombre de sons específics per la parla, dels quals només sobreviuen i es desenvolupen aquells que són percebuts al període preadolescent. Aquest període anomenat "període crític", és fonamental pel desenvolupament de diferents capacitats cognitives, entre les quals es troba el llenguatge articulat, a causa de la gran plasticitat simpàtica del cervell. Gràcies a la facilitat de la creació i destrucció de connexions neuronals, aquelles vies que reben estimulació adequada són reforçades i “eliminen” les que no resulten tan útils. Aquest model de desenvolupament cognitiu implica necessàriament la formació prèvia, anterior a tota experiència, d'uns circuits neuronals bàsics sobre els quals es realitza el "buit" que donarà lloc al sistema de processament madur.
Això porta a recordar dos lingüistes del segle XX que van basar les seves investigacions amb el principi de la base biològica del llenguatge humà. Lenneberg defensava la idea que del període crític pel desenvolupament del llenguatge, situant-lo entre els dos anys d'edat i la pubertat. Chomsky, per la seva banda, estava convençut que la gramàtica del llenguatge articulat (l’estructura lògica que permet establir relacions entre conceptes expressats verbalment, i formar així enunciats complexos) està allotjada a una àrea del cervell específica, que necessita exposar-se a estimulació per desenvolupar-se. Aquesta àrea és independent de la resta de capacitats cognitives i contradient a Piaget, no emergeix d’elles, sinó de forma paral·lela. Actualment, s'ha popularitzat aquest enfocament, que a més ve reforçat per nombrosos descobriments. Entre aquests destaca el de 12 cèl·lules detectores de trets que, igual que altres, són activades per una línia en cert angle, o per una figura geomètrica concreta, i per això distingeixen 12 vocals corresponents.
Anteriorment, s'ha vist que l’activitat dels hemisferis de Genie es limitava sobretot a la part dreta, encarregada de la percepció espacial i visual fonamentalment. Així, obtenia resultats excepcionals amb la identificació de cares i altres proves visuals. El seu llenguatge també es veia inclinat cap a l’aspecte visual: quan la major part dels infants utilitzen les paraules per descriure accions i relacions entre persones i objectes, Genie les utilitzava per recalcar aspectes visuals d’objectes, com “sabata negra” o “molt de pa”. A causa d’aquestes peculiaritats, Susan Curtis, una investigadora que va treballar amb Genie durant molts anys, va arribar a pensar que potser l’especialització de l’hemisferi esquerre només es pot produir amb el llenguatge.
Aquesta especialització sens dubte està relacionada amb el gran interès que mostrava per explorar l’entorn durant els passejos amb els seus cuidadors, així com amb una falta d’iniciativa per fer preguntes pel seu propi compte. Tot i que mai va aprendre a distingir entre pronoms, o fer servir oracions compostes, va sorprendre més d’una vegada els seus interlocutors referint-se a una acció del passat (“Pare pega braç. Fusta gran. Genie plora”) o bé descrivint les seves emocions (“Genie contenta”).
En qualsevol cas, i tot i els grans avenços realitzats amb l’educació tardana de Genie, les grans preguntes de l’origen del llenguatge i la seva relació amb la resta de capacitats cognitives estan encara obertes.

## Mitjans
Diversos llibres sobre nens salvatges o maltractats contenen capítols sobre Genie, i molts sobre lingüística i psicologia també discuteixen el seu cas extensament. El 1994, Nova va fer un documental sobre ella basat en el llibre de Rymer, titulat Secret of the Wild Child, que va guanyar diversos premis Emmy. El metratge dels científics Nova va mostrar dels arxius de cas d'estudi que s'havia deteriorat significativament i va requerir la restauració per al seu ús en el documental. El 2002, un episodi de la sèrie de televisió Body Shock on feral children titulat "Wild Child" va incloure un segment sobre Genie. A més dels articles de la revista i el llibre de Rymer, va dir que es va basar en la seva vida pel tema de la seva novel·la Paris Twilight de 2013.
La pel·lícula independent Mockingbird Don't Sing, estrenada el 2001, tracta del cas de Genie, principalment des de la perspectiva de Curtiss. Per raons legals, tots els noms en ell van ser canviats.